# 王文鼎
王文鼎（1894年—1979年），四川江津人，中医学家。
王文鼎早年学习中医，1926年参加革命，1936年加入中国共产党。他长期在成都行医，并从事中共地下党工作。中华人民共和国成立后，他担任过川西行署委员、四川省人民监察委员会委员、成都卫生工作者协会副主任等。1954年，当选第一届全国人民代表大会代表。1956年调往中医研究院，从事中医领导与临床研究工作，并曾任学术秘书处副处长、西苑学院副院长、卫生部医学科学委员会委员、中央高级干部保健医生等。此外，他还是第一届全国人大代表、第五届全国政协常委。他于1979年逝世，享年85岁。